# Грязнов Андрій Васильович
Андрі́й Васи́льович Грязно́в (нар. 1918 — пом. 1944) — радянський військовик часів Другої світової війни, заступник командира 11-ї гвардійської окремої моторозвідувальної роти 14-ї гвардійської стрілецької дивізії 57-ї армії, гвардії старший лейтенант. Герой Радянського Союзу (1943).

## Життєпис
Народився 1918 року в селі Тищенському, нині Ізобільненського району Ставропольського краю РФ, в селянській родині. Росіянин. Здобув неповну середню освіту, працював у колгоспі.
До лав РСЧА призваний Ізобільненським РВК у 1939 році. Закінчив курси молодших лейтенантів.
Учасник німецько-радянської війни з червня 1941 року. Воював на Південному, Південно-Західному, Степовому та 2-у Українському фронтах. Член ВКП(б) з 1942 року.
Особливо заступник командира 11-ї гвардійської окремої моторозвідувальної роти гвардії старший лейтенант А. В. Грязнов відзначився під час битви за Дніпро. У ніч з 18 на 19 вересня 1943 року розвідувальна рота під його командуванням увірвалась до міста Краснограда Харківської області. Просуваючись далі на захід, розвідники перерізали шлях відходу супротивнику біля залізничної станції Куми, де знищили ворожу автоколону, внаслідок чого зпалено 6 і захоплено 2 автомобілі й 15 місткостей з пальним. 21 вересня під час розвідки боєм поблизу села Гупалівка Магдалинівського району Дніпропетровської області шляхом засідки розвідники знищили 2 автомашини і змузили супротивника залишити село. У ніч з 24 на 25 вересня на чолі штурмової розвідувальної групи з 7 чоловік на двох рибальських човнах форсував річку Дніпро в районі села Пушкарівка (нині — в межах міста Верхньодніпровська Дніпропетровської області). Діставшись правого берега, розвідники з боєм відтіснили супротивника і зайняли його траншею. Протягом наступних двох діб утримували плацдарм до підходу основних сил дивізії.
19 березня 1944 року загинув у бою поблизу села Катеринівка Вільшанського району Одеської (нині — Кіровоградської) області, де й був похований. Згодом перепохований у місті Ізобільний Ставропольського краю.

## Нагороди
Указом Президії Верховної Ради СРСР від 20 грудня 1943 року «за успішне форсування річки Дніпро, міцне закріплення плацдарму на західному березі річки Дніпро та виявлені при цьому відвагу і героїзм», гвардії старшому лейтенантові Грязнову Андрію Васильовичу присвоєне звання Героя Радянського Союзу з врученням ордена Леніна і медалі «Золота Зірка».
Також нагороджений орденами Вітчизняної війни 2-го ступеня (31.05.1943), Червоної Зірки (30.09.1943) і медаллю «За відвагу» (01.02.1942).